# Yuichi Yamauchi
Yuichi Yamauchi (山内 祐一 Yamauchi Yuichi?, nacido el 26 de octubre de 1984 en Kumamoto) es un exfutbolista japonés. Jugaba de delantero y su último club fue el TTM FC.

## Trayectoria

### Clubes
| Club              | País      | Año         |
| ----------------- | --------- | ----------- |
| Roasso Kumamoto   | Japón     | 2007 - 2010 |
| V-Varen Nagasaki  | Japón     | 2011        |
| Blacktown City FC | Australia | 2012        |
| Sydney United FC  | Australia | 2013        |
| TTM FC            | Tailandia | 2014        |